# Bankarstvo
Bankarstvo ili bankarski sustav označava kombinaciju opskrbe novcem, posredovanje kreditima, opsluživanje platnog prometa, te posluživanje javnih i privatnih tvrtki sredstvima plaćanja.

## Vanjske poveznice
- opširije informacije na stranici Limun.hr  Arhivirana inačica izvorne stranice od 21. listopada 2007. (Wayback Machine)
- The Mystery of Banking - (engl.) Kritičan pregled povijesti i problema bankarstva, na engleskom jeziku  (PDF; 1,48 MB)
- Nicolas Véron: Is Europe Ready for a Major Banking Crisis?[neaktivna poveznica], POLICY BRIEF 2007/3